# (5231) Verne
(5231) Verne est un astéroïde de la ceinture principale.

## Description
(5231) Verne est un astéroïde de la ceinture principale. Il fut découvert par Carolyn S. Shoemaker le 9 mai 1988 à l'observatoire Palomar. Il présente une orbite caractérisée par un demi-grand axe de 2,6203 UA, une excentricité de 0,1511 et une inclinaison de 14,9006° par rapport à l'écliptique.
Il fut nommé en hommage à l'écrivain français Jules Verne (1828-1905), dont l'œuvre est, pour la plus grande partie, constituée de romans d'aventures et de science-fiction (ou d'anticipation).

## Compléments